# Vajska
Vajska (srp. Вајска, mađ. Vajszka, nje. Wajska) je selo u jugozapadnoj Bačkoj, u Vojvodini, Srbija.

## Ime
O imenu Vajske ne postoji čvrsto stajalište, no pretpostavlja se da je dobila ime po rječici Vajš koja je tekla ovim područjem. O njenom postojanju svjedoči zemljovid tog kraja iz 1768. godine.

## Zemljopisni položaj
Nalazi se na 45° 24' 39" sjeverne zemljopisne širine i 19° 6' 43" istočne zemljopisne dužine, na 89 metara nadmorske visine. Nalazi se nedaleko od granice s Hrvatskom; tek nekoliko kilometara, preko Dunava, nalaze se Vukovar i Borovo.
Obližnja sela su Živa, Bođani i Labudnjača. Iako je Živa fizički odvojena, vodi ju se dijelom Vajske.

## Upravna podjela
Nalaze se u okrugu Južna Bačka, u općini Bač.

## Povijest
U starom vijeku su na području Vajske nalazilo veliko naselje Kelta, o čemu svjedoči veliko keltsko groblje. Nakon Kelta u ovaj kraj dolaze Jazigi i u 1. st. pr. Kr. Rimljani. 
Seobe naroda krajem starog vijeka su se vrlo rano osjetile na području Vajske. Huni su ovuda prošli još u 3. st., 375. su zabilježeni prolasci Germana, Slavena i Avara. Otada se Slaveni zadržavaju u ovim krajevima. Mađarski dolazak u Panonsku nizinu se ovdje brzo osjetio, tako da su već u 9. st. Mađari zauzeli ovaj kraj. 
Velika mongolska provala nije zaobišla ni Vajsku.
Još u 14. stoljeću se Vajska spominje kao slavensko naselje u popisima bačkog dekanata.
Predaju o dolasku šokačkih Hrvata u Vajsku zapisao je krajem 19. stoljeća Mato Babogredac. Po njoj su katolički Hrvati došli iz Bosne, i u velikim ratovima i ostalim zbivanjima boravili oko Bošnjaka. Nakon oslobađanja od Osmanlija dio je prešao u okolicu Vukovara, a poslije određenog vremena dio se vratio u Bošnjake, a dio je prešao Dunav i nastanio se upravo u Bođanima, Vajskoj i Plavni. Tim Hrvatima zajednički je govor (čista ikavica, kojom govore samo Hrvati), ista ili slična prezimena te mnoge zajedničke osobine.
Narodi koji su duže vremena nazočni u ovom kraju su Hrvati, Mađari i Nijemci. O tome svjedoče toponimi Šokački kraj, Švapski sokak, Mađarski sokak.
Od 1716. Vajskom upravljaju franjevci iz Bača. Od 1788. se vode crkvene matice. Godine 1840. blagoslivlja se kamen temeljac za vajštansku crkvu sv. Jurja, koja će biti sagrađena 1842. godine. Franjevci su bili utemeljiteljima školstva u ovom kraju: pokrenuli su prvu vajštansku školu, a ista je djelovala u zgradi starog župnog dvora. Prosvjeta se ovdje širila i preko inih društava, koja su u svom programu imala i školovanje pučanstva: Gospodska kasina, Zemljoradnička kasina i ina.
1990-ih je Vajsku pogodio i kulturološki zastoj. 2000. se obnovio ili pokrenuo rad brojnih manjinskih kulturno-umjetničkih društava, pa danas u Vajskoj svoje KUD-ove imaju Mađari, Rumunji, a mjesni Hrvati imaju svoju HKUPD Dukat koji djeluje od 2002. godine, a zajedničko je za Vajsku i Bođane.
Nekad su značajni gospodarski subjekti u Vajskoj bili poljoprivredno dobro Labudnjača i motel Provala kod jezera istog imena koje se nalazi nedaleko od Vajske.
Danas je u Vajskoj nekoliko prodavaonica, vatrogasni dom, zdravstvena ambulanta, ljekarna, poljoprivredna ljekarna, osnovna škola te brojne udruge i društva kao što su lovačko društvo, udruge ribolovaca, ženske udruge.

## Stanovništvo
Stanovnici Vajske se nazivaju Vaištancima.
- 1961.: 4355
- 1971.: 3798
- 1981.: 3448
- 1991.: 3272
- 2002.: 3169

Prema popisu od 1991., u Vajskoj živi 3272 stanovnika, od čega:

- Srba 1128 (34,9%)
- Hrvata 556 (17,2%)
- Rumunja 539 (16,7%)
- Mađara 420 (13%)
- Jugoslavena 373 (11,5%)
- Slovaka 42, Roma 31, Crnogoraca 23, Ukrajinaca 22, Nijemaca 18, Rusina 9, Albanaca 8, ostalih 103

Prema popisu od 2002., u Vajskoj živi 3169 stanovnika, od čega:

- Srba 1319
- Rumunja 569
- Hrvata 353
- Mađara 341
- Jugoslaveni 207
- ostalih

Mjesni Nijemci su iz skupine Švaba. Trag toga je toponim Švapski sokak.
Prije srpske agresije na Hrvatsku, u Vajskoj je živjelo dosta Hrvata.

Kao vid pritiska, u Vajsku je ljeti 1991. bio smješten prihvatni centar za Srbe koji su napustili Hrvatsku.

Danas, u Vajskoj živi 17% Hrvata u Vajskoj, koji su iz hrvatske narodnosne skupine Šokaca.

### Hrvatske ustanove u Vajskoj
- Hrvatsko kulturno umjetničko prosvjetno društvo »Dukat« Vajska-Bođani
- Hrvatska kulturno-pjevačka udruga Zora (osnovana 2010., na inicijativu Željka Pakledinca, Ivana Šimunovića i Željka Hiršmana)[6]
- Hrvatska kulturna udruga Antun Sorgg, osnovana 2017.
- Šokačka kuća

HKUPD Dukat organizira manifestaciju Plavi Dunav prigrlio Savu.

### Poznati stanovnici
- grof Emil Sečenji (1865-1932) madjarski političar
- barun Dezső Gromon (1838. – 1912.) mađarski političar
- župnik Antun Sorgg (u. 1926.)
- Zvonko Ivezić (1949-2016) fudbaler
- grofica Marija Sečenji (1870-1945) vlasnica vlastelinskog dobra Sečenji i vlasnica kudeljare Bodjanski rit
- Zdravko Vuković (1924-2005) generalni direktor radio televizije-Beograd,ministar obrazovanja Srbije,direktor instituta za udzbenike i nastavna sredstva

## Šport
U Vajskoj djeluje nogometni klub Labudnjača.

## Vanjske poveznice
- Vajska  Arhivirana inačica izvorne stranice od 7. srpnja 2007. (Wayback Machine) na fallingrain.com